# 哈吐浑索吉
哈吐浑索吉（转写：hatuhūn sogi）是锡伯族的一种咸菜的名称，也称花花菜。由老韭菜、辣椒（青红两种）、芹菜、黄萝卜、包心菜等拌盐放入瓦缸制成。一般在秋季制作。锡伯民歌“打猎歌”中有：“花花菜炒野兔肉比海参还香”的句子，或作“花花菜炒兔子肉，比山珍海味更甜美”。锡伯语和满语中，“哈吐浑”（转写：hatuhūn）意为“咸”，“索吉”（转写：sogi）意为“菜”。